# Tempio di Vespasiano
Il tempio del Divo Vespasiano, o tempio di Vespasiano e Tito, è un tempio situato a Roma, ai piedi del Campidoglio verso il Foro Romano e dedicato all'imperatore Vespasiano, divinizzato dopo la sua morte (23 giugno 79).

## Storia

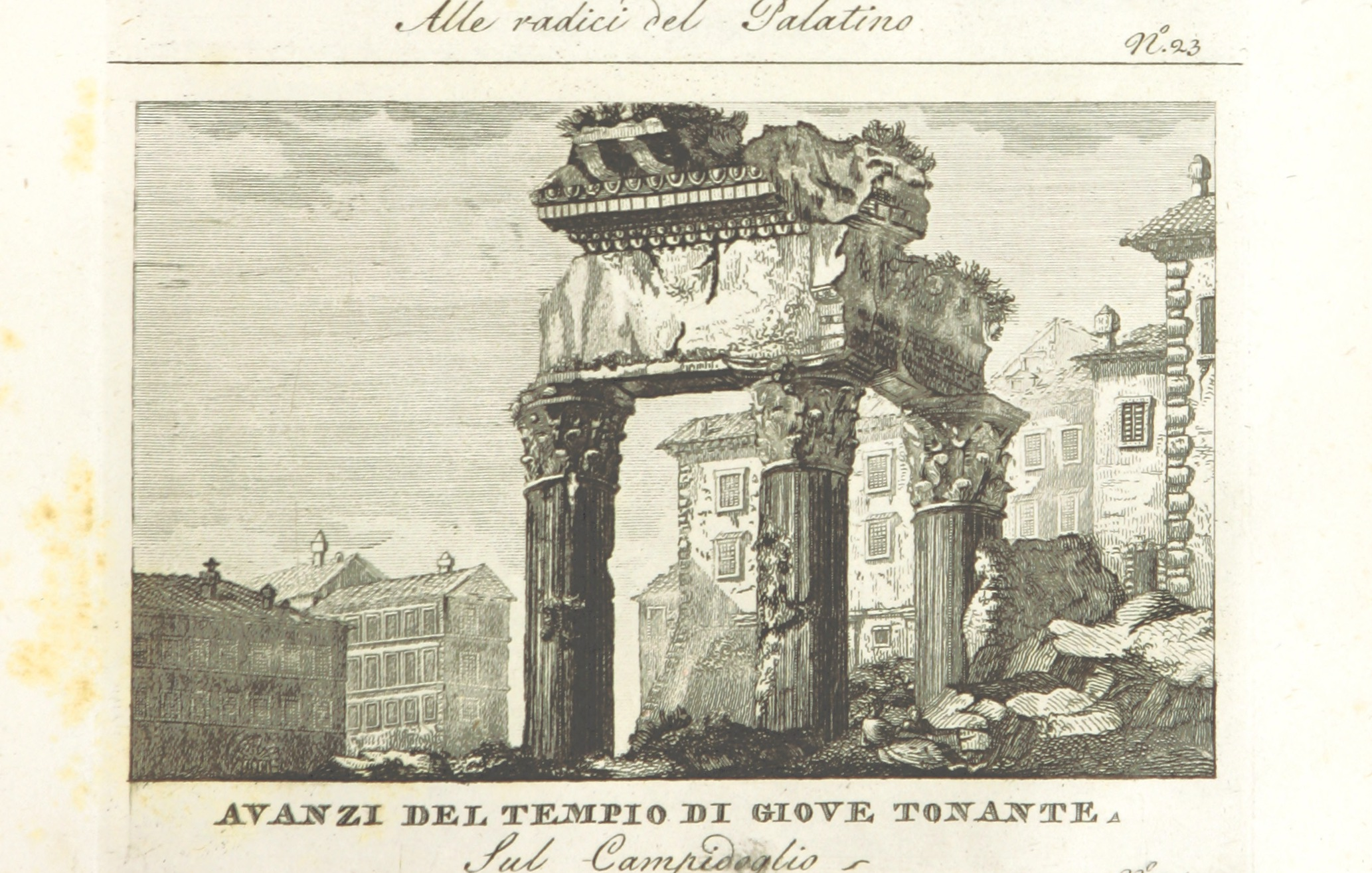
I resti del tempio in una pubblicazione del 1820

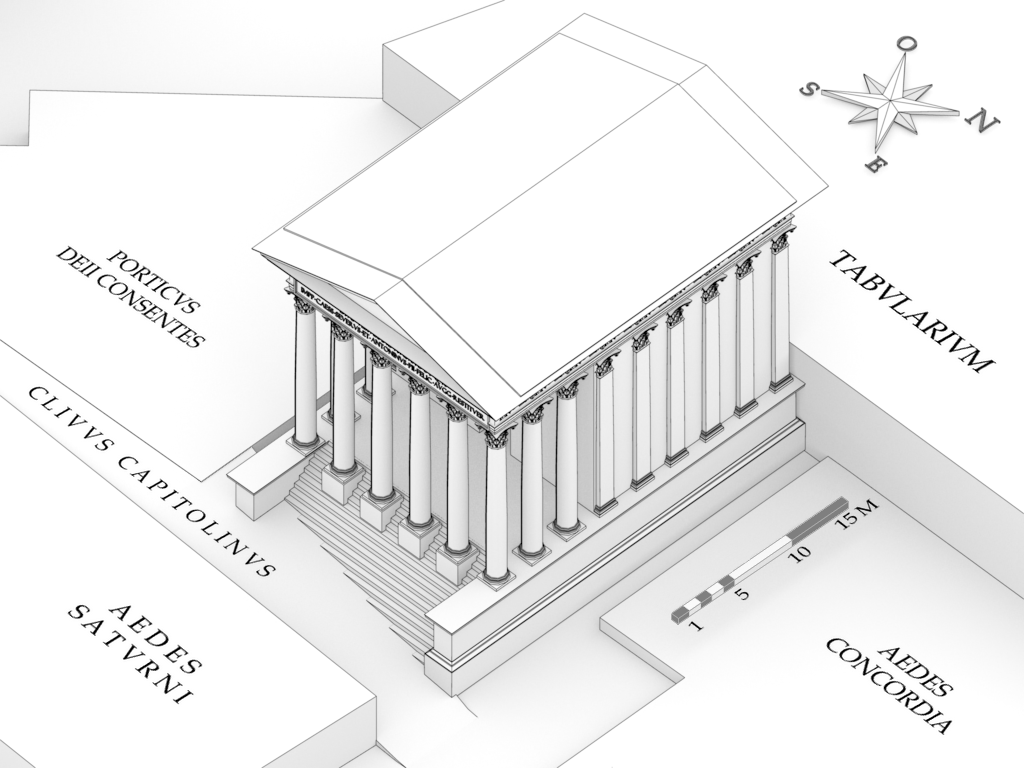
Restituzione grafica del tempio di Vespasiano

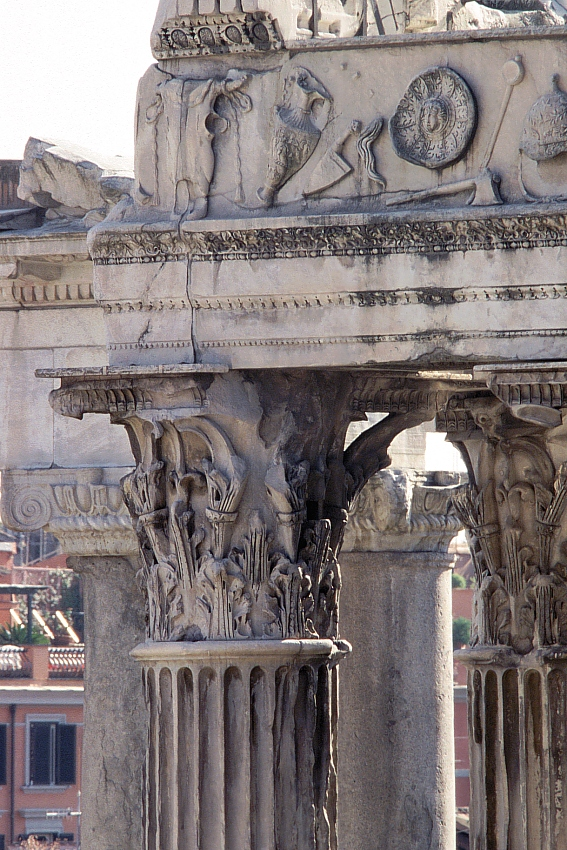
Particolare dei resti del tempio con il fregio degli strumenti sacrificali

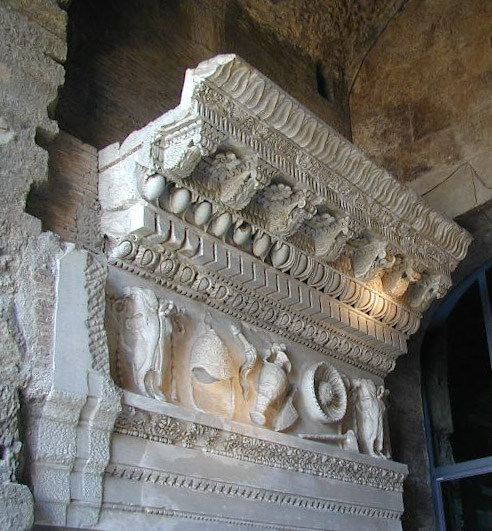
La trabeazione ricomposta nel Tabularium (Musei Capitolini)

Il tempio fu iniziato sotto Tito e completato da Domiziano; viene citato per la prima volta dalle fonti antiche nell'87.
La dedica originaria si riferisce al solo Vespasiano, nonostante il suo completamento sia avvenuto dopo la morte del figlio e successore Tito, che pure venne divinizzato come divus Titus.
L'iscrizione, ora in parte perduta, fu copiata per intero nell'VIII secolo dal pellegrino detto "anonimo di Einsiedeln" e si riferisce ad un restauro di epoca severiana (tra il 200 e il 205): DIVO VESPASIANO AVGVSTO S.P.Q.R. · IMPP. CAESS. SEVERVS ET ANTONINVS PII FELICES AVGG. RESTITVER. Il restauro severiano dovette essere piuttosto limitato, poiché la maggior parte degli elementi superstiti risalgono all'epoca flavia anteriore.
Un nuovo restauro, citato dalle fonti, avvenne all'epoca di Caracalla; venne in seguito dedicato anche a Tito e raggiunse il suo aspetto finale solo all'epoca di Diocleziano.
Da una veduta di Domenico Ghirlandaio, si può riconoscere che già agli inizi del XVI secolo l'edificio si conservava in condizioni simili alle attuali, con le sole tre colonne dell'angolo destro della facciata ancora in piedi.
Nel XIX secolo il progressivo interramento aveva quasi raggiunto i capitelli delle tre colonne rimaste, quando gli scavi del 1811, sotto la direzione del Valadier, provvidero a liberare i resti dell'edificio, permettendo il recupero dei frammenti della trabeazione ora ricomposti all'interno della galleria del Tabularium (accessibile dai Musei Capitolini). 
Fu solo grazie all'archeologo Luigi Canina, che tra il XIX e XX secolo collegò la citazione copiata dall' "anonimo di Einsiedeln" con i resti, che questi vennero identificati con certezza con l'antico Tempio di Vespasiano. Fino ad allora si dibatteva se questi resti fossero da attribuire al Tempio di Giove Tonante o al Tempio di Saturno. 

## Descrizione
L'edificio occupa lo spazio tra il tempio della Concordia e il portico degli Dei Consenti e si addossa al Tabularium che sorge sulle pendici del Campidoglio, limitato anteriormente dal percorso del "Clivo Capitolino" (clivus Capitolinus), la via percorsa dal corteo trionfale per salire sul colle, che lo separa dal tempio di Saturno. Per la sua costruzione fu inevitabile sbarrare una scala che permetteva l'accesso dal basso al Tabularium.
La base è lunga 33 metri e larga 22. Sopra un'ampia piattaforma di fondazione in cementizio sorge un alto podio, anche questo in cementizio, rivestito da blocchi di travertino, a loro volta ricoperti di marmo: alcuni elementi dello zoccolo modanato in marmo sono ancora sul posto.
Il tempio era "prostilo" (con colonnato solo frontale), "esastilo" (con sei colonne sul fronte) e di ordine corinzio: la cella era quindi preceduta da un pronao con sei colonne sulla fronte, più una per lato davanti a ciascuna delle ante, ma non presentava colonne sulla parte restante dei lati e sul retro. Al tempio si accedeva mediante una scalinata frontale, ma per la ristrettezza dello spazio questa terminava, tra una colonna e l'altra, oltre la linea della facciata. Sia la scala che parti del podio sono stati reintegrati nei restauri del 1811.
Le pareti della cella, in blocchi di travertino rivestiti di marmo, erano decorate con un ordine di lesene, che proseguiva con le stesse proporzioni l'ordine di colonne del pronao. Nella cella un podio sosteneva le statue dei due imperatori divinizzati.
Del tempio restano oggi solo le tre celebri colonne poste ad angolo, alte 15,20 metri, con capitelli corinzi e reggenti ancora una parte della trabeazione. Quest'ultima, ancora quella di epoca flavia, è costituita da una cornice con mensole e da un fregio-architrave, che sulla fronte fu interamente occupato dall'iscrizione severiana, realizzata rilavorando i blocchi della fase precedente (con iscrizione sul fregio e architrave decorato). Sui lati invece il fregio è decorato con strumenti sacrificali e bucrani in corrispondenza delle colonne e delle lesene.
Si conserva solo un breve tratto di uno dei muri laterali, mentre il retro si appoggiava completamente alla sostruzione del Tabularium: il tempio mancava quindi completamente del lato posteriore.
Dell'interno della cella è visibile il podio sul centro del lato di fondo, destinato ad ospitare la statua di culto. Le pareti interne erano decorate da due ordini colonnati sovrapposti, di cui resta traccia della presenza di quello inferiore.

## Altri edifici
Un tempio dedicato a Vespasiano divinizzato si trova anche a Brescia, mentre il cosiddetto "tempio di Vespasiano" a Pompei era in realtà dedicato ai Lares Augusti e al Genius Augusti.
Nell'arco di Traiano a Benevento uno dei rilievi mostra il ritorno dell'imperatore a Roma nel 99: parte della scena si svolge davanti al tempio di Vespasiano, raffigurato sullo sfondo.
Il tempietto che il Bramante edificò presso la chiesa di San Pietro in Montorio, sul Gianicolo a Roma, ha un fregio dorico con metope decorate da oggetti liturgici, ripetendo intenzionalmente in chiave cristiana i motivi del fregio del tempio di Vespasiano.
A Vienna, ai piedi dell'altura di Schönbrunn Johann Ferdinand Hetzendorf von Hohenberg costruì nel 1778 un finto rudere (la "Rovina di Cartagine", o "Rovina romana") destinato alla decorazione del parco, ispirata dai resti del tempio di Vespasiano raffigurati, parzialmente interrati, in un'incisione di Piranesi.

## Altre immagini

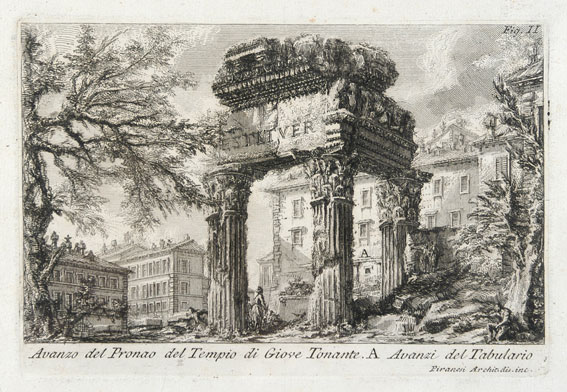
Il tempio interrato in un'incisione di Piranesi
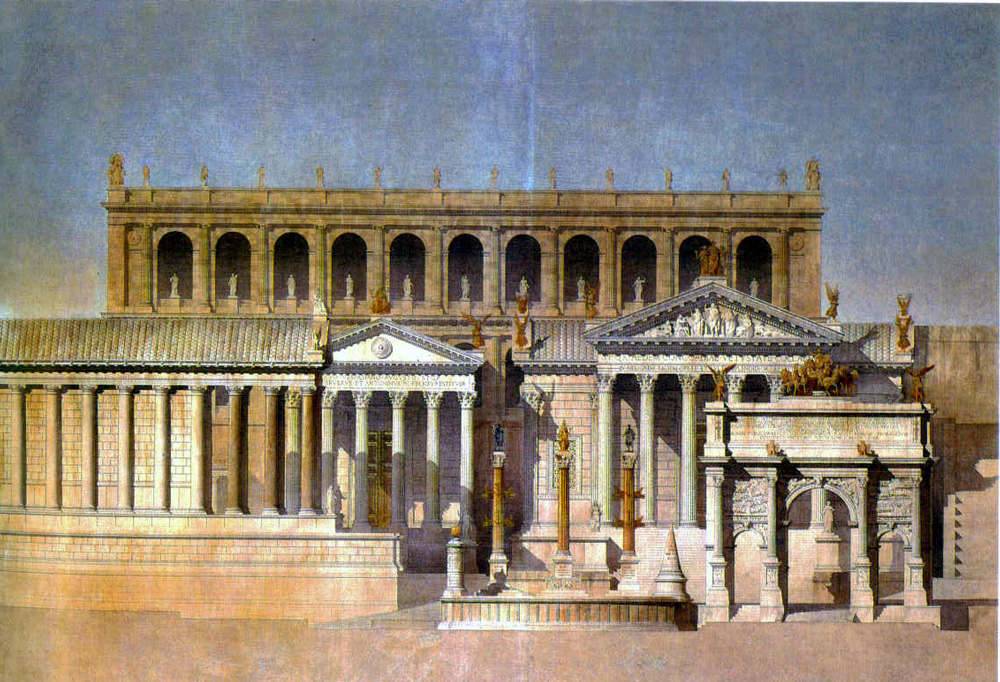
Ricostruzione romantica del Foro, col tempio di Vespasiano sulla sinistra, dietro al tempio di Saturno
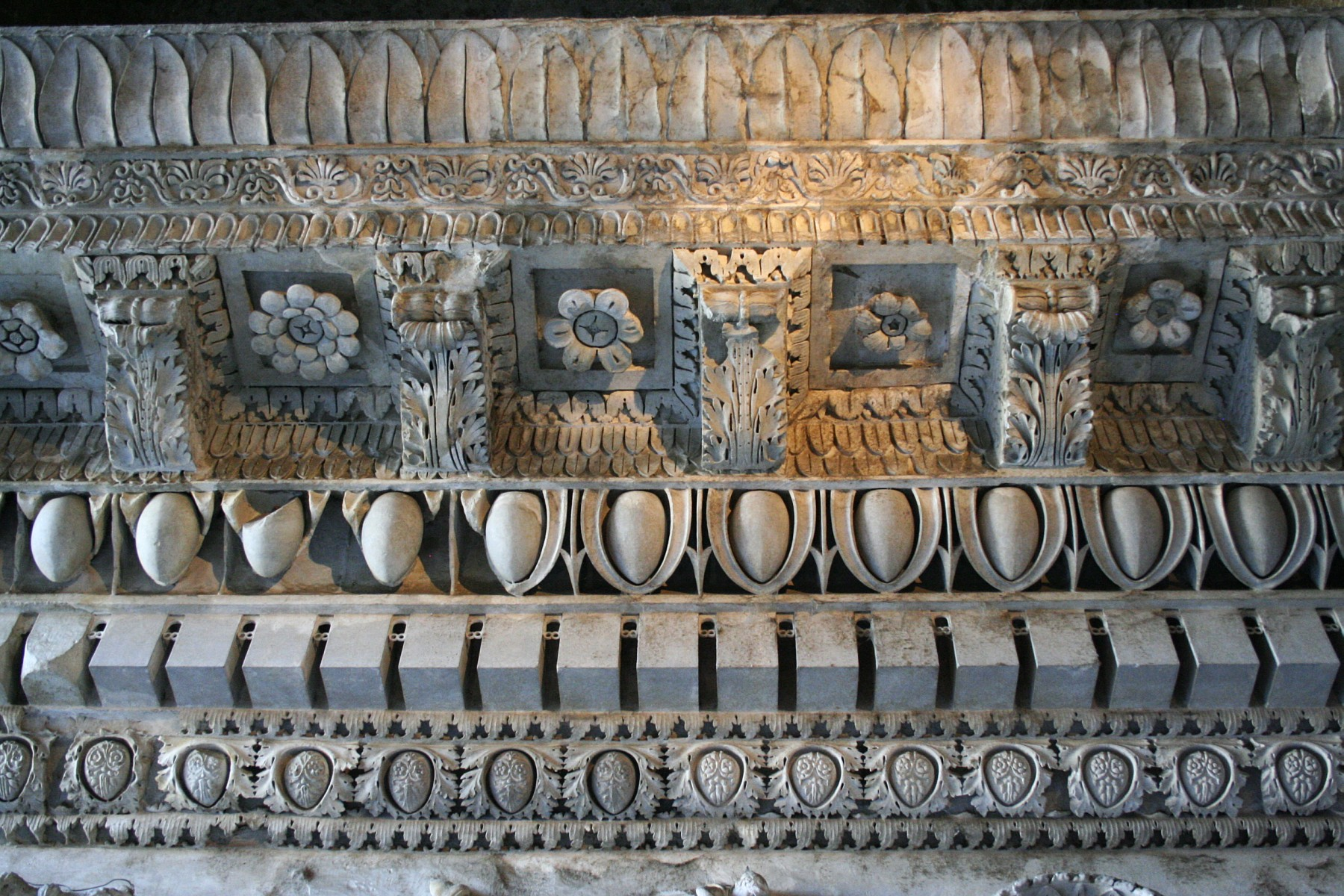
Dettaglio del trabeazione del tempio di Vespasiano (galleria del Tabularium)
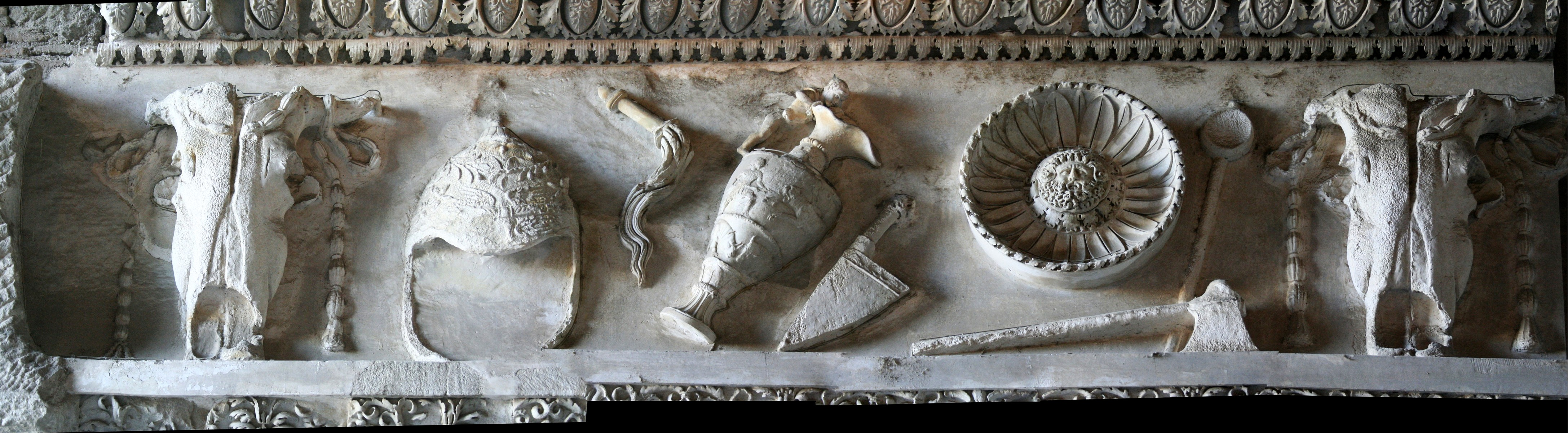
Dettaglio del fregio del tempio di Vespasiano (galleria del Tabularium)